# .tr
.tr은 튀르키예의 인터넷 국가 코드 최상위 도메인이다. 중동 기술 대학교 컴퓨터 센터에 의해 관리된다.
.nc.tr이 북키프로스를 위한 2차 도메인으로 쓰인다. 국가 코드가 할당되어 있지 않기 때문이다.

## 2차 도메인
- com.tr
- gen.tr
- org.tr
- biz.tr
- info.tr
- av.tr
- dr.tr
- pol.tr
- bel.tr
- mil.tr
- bbs.tr
- k12.tr
- edu.tr
- name.tr
- net.tr
- gov.tr
- web.tr
- tel.tr
- tv.tr

## 같이 보기
- 국가 코드 최상위 도메인